# EuroFIR
EuroFIR (ang. European Food Information Resorce – Europejskie Źródło Informacji o Składzie Żywności) – międzynarodowe stowarzyszenie non-profit, które wspiera wykorzystanie istniejących oraz przyszłych źródeł danych dotyczących składu żywności poprzez współpracę i harmonizację jakości danych, ich funkcjonalności oraz spełnianie światowych standardów.
Celem EuroFIR jest rozwój, zarządzanie, publikowanie oraz wykorzystanie danych o składzie żywności i wspieranie współpracy międzynarodowej w tym zakresie, jak również harmonizacja danych poprzez poprawę ich jakości, możliwości wyszukiwania baz danych i spełnianie określonych norm.

## Historia
Projekt Europejskiej Sieci dotyczącej Informacji na Temat Żywności (2005-10; EuroFIR) był Ramowym Programem dla Badań i Rozwoju Technologicznego w którym uczestniczyło 48 partnerów ze środowisk akademickich, organizacji badawczych oraz małych i średnich przedsiębiorstw z 27 krajów. Projekt był finansowany ze środków Unii Europejskiej w ramach 6. Ramowego Programu UE (Priorytet 5: Jakość i bezpieczeństwo żywności; Kontrakt nr FP6-513944).
Jednym z głównych celów projektu było opracowanie, po raz pierwszy w Europie, jednej wspólnej platformy internetowej z aktualnymi danymi o składzie żywności w krajach europejskich.
Innym ważnym przedsięwzięciem, wynikającym z realizacji EuroFIR Noe, było ustanowienie długoterminowej platformy w celu kontynuacji niektórych działań ustanowionych w trakcie realizacji projektu. Osiągnięto to poprzez utworzenie międzynarodowego stowarzyszenia non-profit – EuroFIR AISBL.
W skład Stowarzyszenia wchodzi 42 spośród 48 pierwotnych partnerów EuroFIR NoE połączonych jako członkowie. Głównym celem Stowarzyszenia jest wspieranie i promowanie rozwoju, zarządzanie, publikowanie i wykorzystywanie danych dotyczących składu żywności w ramach międzynarodowej współpracy oraz ich harmonizacja.

## Członkowie EuroFIR

### Pełnoprawni członkowie
(*) Organizacje członkowskie, które są również kompilatorami krajowych (baz danych o składzie żywności).
| Instytucja                                                               | Akronim   | Kraj            |
| ------------------------------------------------------------------------ | --------- | --------------- |
| Agricultural University of Athens                                        | AUA       | Grecja          |
| British Nutrition Foundation                                             | BNF       | Wielka Brytania |
| Politechnika Federalna w Zurychu                                         | ETHZ      | Szwajcaria      |
| Food Centre of Food and Veterinary Service of Latvia                     | FCF-VS *  | Łotwa           |
| Food Research Institute                                                  | FRI *     | Słowacja        |
| Food Standards Australia New Zealand                                     | FSANZ *   | Australia       |
| FoodCon                                                                  | FCN       | Belgia          |
| French Agency for Food, Environmental and Occupational Health and Safety | ANSES *   | Francja         |
| Gent University                                                          | UGENT     | Belgia          |
| Government of Canada                                                     |           | Kanada          |
| Hellenic Health Foundation                                               | HHF *     | Grecja          |
| Institute of Agricultural Economics and Information                      | IAEI      | Czechy          |
| Institute of Food Research                                               | IFR *     | Wielka Brytania |
| Institute of Medical Research, University of Belgrade                    | IMR *     | Serbia          |
| Institute of Public Health and the Environment                           | RIVM *    | Holandia        |
| Instituto Nacional de Saúde Dr. Ricardo Jorge                            | INSA *    | Portugalia      |
| Istituto Nazionale di Ricerca per gli Alimenti e la Nutrizione           | INRAN *   | Włochy          |
| Ricerca dell'Istituto Europeo di Oncologica                              | IEO *     | Włochy          |
| Matis – Icelandic Food and Biotech R&D                                   | MATIS *   | Islandia        |
| Max Rubner Institute                                                     | MRI *     | Niemcy          |
| National Food & Nutrition Institute                                      | NFNI      | Polska          |
| National Institute for Health and Welfare                                | THL *     | Finlandia       |
| Nutrienten Belgie vzw                                                    | NUBEL *   | Belgia          |
| National Food Administration                                             | NFA *     | Szwecja         |
| Swedish University of Agricultural Sciences                              | SLU       | Szwecja         |
| The National Food Institute at the Technical University of Denmark       | DTU *     | Dania           |
| The Norwegian Food Safety Authority                                      | NFSA      | Norwegia        |
| Tubitak Marmara Research Centre                                          | TUBITAK * | Turcja          |
| University College Cork                                                  | UCC *     | Irlandia        |
| University of Granada                                                    | UGR *     | Hiszpania       |
| University of Helsinki                                                   | UHEL      | Finlandia       |
| University of Leeds                                                      | UL        | Wielka Brytania |
| Wageningen University                                                    | WU        | Holandia        |
| University of Vienna                                                     | UVI       | Austria         |

### Członkowie stowarzyszeni
(*) Organizacje członkowskie, które są również krajowymi kompilatorami bazy danych o składzie żywności.
| Instytucja                                | Akronim | Kraj    |
| ----------------------------------------- | ------- | ------- |
| National Institute for Health Development | NIHD*   | Estonia |

### Członkowie zwyczajni
| Instytucja                                                                                   | Akronim | Kraj            |
| -------------------------------------------------------------------------------------------- | ------- | --------------- |
| Creme Global                                                                                 |         | Irlandia        |
| Culmarex S.A.                                                                                |         | Hiszpania       |
| Czech Agriculture and Food Inspection Authority                                              |         | Czechy          |
| Herbalife Europe Limited                                                                     |         | Wielka Brytania |
| Ian D. Unwin Food Information Consultancy                                                    | IDUFIC  | Wielka Brytania |
| Imperial College London                                                                      |         | Wielka Brytania |
| Pamida International, Ltd.                                                                   |         | Słowacja        |
| Polytec                                                                                      | Polytec | Dania           |
| Procter & Gamble                                                                             |         | Wielka Brytania |
| REPLY Santer                                                                                 | REPLY   | Włochy          |
| Topshare International BV                                                                    |         | Belgia          |
| Treviso Tecnologia – Azienda Speciale per l'Innovazione della Camera Di Commercio Di Treviso | TVT     | Włochy          |
| Uzhhorod National University Medical Faculty                                                 |         | Ukraina         |
| Universidad Complutense De Madrid                                                            |         | Hiszpania       |
| Universita Del Salento                                                                       |         | Włochy          |
| University of Ljubljana                                                                      | UoL     | Slovenia        |
| University of Minho                                                                          |         | Portugalia      |
| University of Otago                                                                          |         | Nowa Zelandia   |
| Universidad Politecnica de Cartagena                                                         | UPCT    | Hiszpania       |
| University St. Kliment Ohridski – Bitola                                                     |         | Macedonia       |
| University of Vigo                                                                           | UoV     | Hiszpania       |
| University of Wollogong                                                                      |         | Australia       |
| University of Wolverhampton                                                                  | UoW     | Wielka Brytania |
| Verein zur Förderung des Technologietransfers an der Hochschule Bremerhaven e.V.             | TTZ     | Niemcy          |
| VitalinQ Lifestyle Support BV                                                                |         | Holandia        |
| Vivsan Salud Sociedad Limitada                                                               |         | Hiszpania       |

### Członkowie honorowi
| Instytucja              | Akronim | Kraj  |
| ----------------------- | ------- | ----- |
| Danish Food Information | DFI *   | Dania |

Lista osób kluczowych, członków i współpracowników EuroFIR AISBL znajduje się na stronie internetowej EuroFIR.

## Wpływ i przydatność informacji na temat żywności
Tabele składu żywności lub bazy danych o składzie żywności są źródłem dostarczającym szczegółowych informacji dotyczących wartości odżywczej żywności, pochodzących zazwyczaj z danego kraju.
Początkowo źródła danych o składzie żywności istniały tylko w formie drukowanej, najstarsze tabele datowane są na wczesne lata 1800.
Obecnie obserwowany jest trend w kierunku tworzenia baz danych w formie elektronicznej. Pozwala to na gromadzenie dużej liczby danych, jak również na łatwy do nich dostęp i obróbkę. Ostatnio pod wpływem EuroFIR w Europie wiele europejskich baz danych o składzie żywności stało się dostępnych w Internecie.
Bazy danych o składzie żywności zawierają zazwyczaj informacje dotyczące zawartości szerokiego zakresu składników odżywczych, w tym: energii, makroskładników (np. białka, węglowodanów, tłuszczu) i ich składowych (np. cukrów, skrobi, kwasów tłuszczowych), składników mineralnych (np. wapnia, żelaza, sodu) oraz witamin.
Ponadto, niektóre z nich zawierają informacje dotyczące zawartości poszczególnych aminokwasów i/lub frakcji witamin (np. poszczególnych karotenoidów, takich jak likopen i luteina).
Dostępne są również bardziej specjalistyczne bazy danych, np. do bazy danych EuroFIR włączone zostały informacje dotyczące zawartości związków bioaktywnych, do bazy danych USA informacje o zawartości izoflawonów, a do francuskiej bazy danych informacje o zawartości fenoli.
Bazy danych o składzie żywności stanowią podstawowe źródło informacji dla nauk żywieniowych. Jednak ich zastosowanie nie ogranicza się wyłącznie do dziedzin związanych z naukami żywieniowymi i zdrowiem publicznym. Są one potrzebne i wykorzystywane przez producentów żywności, ustawodawstwo oraz samych konsumentów.
Jednym z najlepiej znanych sposobów wykorzystania danych o składzie żywności jest ich stosowanie w ocenie spożycia składników odżywczych na poziomie indywidualnym, regionalnym, krajowym i międzynarodowym. Wykorzystywane są one zarówno w codziennej praktyce dietetyków i innych pracowników placówek ochrony zdrowia do oceny diet swoich pacjentów, jak i w badaniach epidemiologicznych, dotyczących zależności pomiędzy żywieniem a zdrowiem. Badania takie mogą być prowadzone na małą skalę, jak również mogą włączać międzynarodowe badania epidemiologiczne i badania wieloośrodkowe. Krajowe agencje rządowe często prowadzą ocenę diet na poziomie populacyjnym, poprzez krajowe badania spożycia żywności, w celu monitorowania trendów w stanie odżywienia oraz oceny wpływu polityki żywieniowej.
Dane o składzie żywności są również szeroko wykorzystywane w opracowywaniu receptur produktów, posiłków i jadłospisów stosowanych w żywieniu osób chorych, jak i w cateringu oraz branży gastronomicznej.
Są również ważnym narzędziem w planowaniu żywienia w domach opieki, szpitalach i więzieniach w celu upewnienia się co do odpowiedniej zawartości składników odżywczych.
Istniejąca tendencja w kierunku zapewnienia informacji żywieniowej w placówkach gastronomicznych ma wpływ na zwiększenie zastosowanie danych dotyczących składu żywności również w tej branży.
Są one też wykorzystywane przez producentów żywności do opracowywania informacji żywieniowej umieszczanej na etykietach produktów.
Ważnym elementem jest wykorzystywanie ich w edukacji żywieniowej i promocji zdrowia oraz wprowadzania właściwych strategii, takich jak np. ukierunkowane interwencje.
Stanowią integralną część i są źródłem informacji o żywności i jej wartości odżywczej wykorzystywanych w procesach edukacyjnych prowadzonych w szkołach, uczelniach i coraz częściej w miejscach pracy/środowisku zawodowym.
Znajdują też bardziej ogólne zastosowanie w rolnictwie i handlu. Na przykład dane o składzie żywności mogą być wykorzystywane w monitorowaniu zawartości składników odżywczych w produktach, a także bezpieczeństwa i autentyczności żywności.
Pozwalają również na ocenę wpływu działań zmierzających do uzyskania żywności o lepszej jakości, takich jak np. wprowadzanie nowych metod uprawy roślin, zbioru i przechowywania/utrwalania.
Ostatecznie tworzą one część podstawowych dowodów na poparcie inicjatyw dotyczących żywienia i bioróżnorodności.
Rozwój technologii informatycznych, umożliwiający szybką transmisję dużej liczby danych, zachęca do rozwoju i rozpowszechniania zgodnych i spójnych baz danych poprzez różne kanały/środki przekazu/ w formie przystosowanej do lokalnej kultury, wieku i potrzeb odbiorców.
Obecnie informacje na temat żywności mogą być pobierane praktycznie o każdej porze i w każdym miejscu (np. w domu lub w sklepach), dzięki wykorzystaniu ultra mobilnych komputerów, smartfonów lub stacjonarnych urządzeń mających dostęp do Internetu.
Ważne jest upewnienie się, że informacje te pochodzą z wiarygodnego, rzetelnego i oficjalnego źródła, takiego jak EuroFIR.

## Badania i zaangażowanie w rozwój projektu
EuroFIR jest partnerem w kilku projektach badawczych i rozwojowych finansowanych przez Komisję Europejską, które rozpoczęły się w latach 2010–2012.
Projekty te obejmują: analizę ryzyka i korzyści wynikających ze stosowania suplementów diety zawierających nieodżywcze związki bioaktywne, informacje na temat żywności i możliwości jej identyfikacji w łańcuchu żywieniowym, poprawę sposobu żywienia w Europie opartą na wiarygodnych źródłach danych, reformulację produktów mającą na celu zmniejszenie zawartości określonych składników odżywczych oraz badania sposobu żywienia.